# Вълчо Хаджиев
Вълчо Георгиев Хаджиев, наричан Комит Вълчо, е български революционер, гюмюрджински войвода на Вътрешната македоно-одринска революционна организация.

## Биография
Вълчо Хаджиев е роден през април 1871 година в гюмюрджинското село Каледжидере, тогава в Османската империя, днес Каситера, Гърция. Учи в Одринската българска мъжка гимназия, където се присъединява към ВМОРО. Тютюноработник е в Ксанти. Става председател на революционния комитет на организация в родното си село, а през 1903 година е осъден от османската власт задочно на смърт. Минава в нелегалност и става четник при Недялко Килев и Тане Николов. В края на 1904 година става секретар и подвойвода в четата на Христо Арнаудов.
От есента на 1905 година е самостоятелен войвода в Гюмюрджинско. През 1907 г. той отново е в Тракия. Като отива в Каледжидере, Вълчо Хаджиев взима и годеницата си Ирина Попова. На път за България над Сачанли при спор, четникът Кючука убива на място войводата Христо Арнаудов като убийството е посрещнато мълчаливо от четниците. При пристигането в България четата се разпада. Вълчо Хаджиев се връща в Долни Воден, венчава се и се отдава на мирен семеен живот.
След амнистията дадена от Хуриета през 1908 година, Вълчо Хаджиев се завръща в родното си село. Стойчо Пашалиев си спомня, че той е посрещнат много тържествено, като заслужил борец за свободата. Хората от Каледжидере и околните села отишли чак на гара Кърка и там посрещнали прославения Комит Вълчо. По-късно е избран за мухтарин (кмет) на селото.
През Балканската война Вълчо Хаджиев е войвода на чета и действа в Беломорска Тракия. За закрила на село Каледжидере, Вълчо Хаджиев създал боен отряд със задача опазване на селото от турски нападения и съдействие на българската и съюзна войска. Отрядът действа в тила на турската армия и създава условия за по-лесно настъпление на българската войска.
След освобождението на Тракия, Хаджиев бил назначен за председател на тричленната комисия на Шапчи.
Вълчо Хаджиев има три деца: Надежда Вълчева Хаджиева (1913), Георги Вълчев Хаджиев (1916) и Вълчо Вълчев Хаджиев, роден малко след смъртта му.
Умира на 11 май 1920 година в Шапчи.